# Kindred Group
KINDRED GROUP byla komunikační skupina digitálních a mediálních agentur založená v roce 2013 v Praze. V roce 2018 skupina sdružovala specializované agentury Nydrle, Red Media, Inspiro, Nurun, Go.Direct a Blaze. V říjnu 2018 se Kindred Group stala součástí mezinárodní komunikační sítě Publicis Groupe.
Společnosti sdružené v Kindred Group pokrývaly celou škálu činností v oblasti digitálních technologií, reklamy a komunikace od kreativy, nákupu a plánování médií přes vývoj webů, mobilních aplikací a hardwaru až po sociální média a content marketing. Na úrovni skupiny sdílely partnerské agentury některé služby v oblasti financí, práva, HR, PR a IT, jinak ale fungovaly jako samostatně nezávislé subjekty. Vzájemná spolupráce a sdílení servisních služeb firmám umožňovala prohloubit specializaci ve svém oboru a zároveň snížit náklady a zkrátit dobu přípravy projektů.
Mezi klienty členů Kindred Group patřily mimo jiné společnosti Huawei, Vodafone, Plzeňský prazdroj, Unilever, Škoda AUTO, Moneta Money Bank, Karlovarské minerální vody, Remy Cointreau, J&T Banka, skupina ČSOB nebo Zoot.
Agentury Kindred Group získaly v uplynulých letech ocenění na soutěžích Louskáček, Global Finance, Fénix Content Marketing, Young Lions, IEA, Česká cena za PR, WebTop100, Creative Awards, Red Dot Awards, PIAF nebo Golden Drum. Mezi oceněnými pracemi byly mimo jiné tyto kampaně: "Tvůj typ" pro AquaFresh, "Noční Svět" pro Huawei, "Nekonečný mailing" pro Vodafone, "10 years of Nydrle", "Audiotrees" a "Fanstars"  pro Český rozhlas.